# 宝马摩托
宝马摩托是德国汽车制造商BMW旗下的一個專門生產摩托車的部门。宝马摩托從1923年开始生产摩托车。2011年至2015年期間，宝马摩托每年都打破自己的销量纪录。 2015年，宝马摩托共售出136,963辆摩托車，与2014年相比销量增长10.9% 